# Elaeocarpus sadikanensis
Elaeocarpus sadikanensis là một loài thực vật có hoa trong họ Côm. Loài này được Knuth mô tả khoa học đầu tiên năm 1940.